# Thank God It's Sunday
Thank God It's Sunday was een sinds 3 januari 2016 op de zondagavond uitgezonden radioprogramma van de Evangelische Omroep op de Nederlandse radiozender NPO Radio 2. Het programma had twee uur zendtijd en werd gepresenteerd door Martine ten Klooster.
Tot en met 27 september 2020 werd het programma gepresenteerd door Henk van Steeg, die per oktober 2020 zich volledig richt op zijn werkzaamheden bij NPO Radio 1. Martine ten Klooster was tot en met 27 september 2020 sidekick, die de gasten selecteert en de voorgesprekken voert. De vaste onderdelen zijn de Hoopvolle Honderd en de Nieuwsbingo. Met de invoering van de nieuwe NPO  Radio 2 programmering in het weekeinde per 3 oktober 2020, was Ten Klooster vanaf zondag 4 oktober 2020 tot en met 20 december 2020 de nieuwe presentator van het programma. Vanaf zondag 3 januari 2021 is de naam van het programma gewijzigd in De Kloosteravond.